# Jeppener
Jeppener es una localidad del partido de Brandsen, provincia de Buenos Aires, Argentina.

## Síntesis Histórica
El 11 de julio de 1862, Bartolomé Mitre autorizó a Don Eduardo Lumb a construir el ferrocarril que llegaría hasta el pueblo de Chascomus. El trazado cortaba los campos de Don Guillermo Jeppener, quien otorgó ante el escribano público la escritura de donación a favor de Enrique A. Green como representante de la empresa F.C Sud, el terreno que ocupa la estación. Como consecuencia de ello Guillermo Jeppener ordena la traza de un pueblo en 1865, con centro en la estación de tren y un mercado en sus alrededores, así es que las actividades económicas iniciaron su desarrollo.

## Población
Cuenta con 2496 habitantes (Indec, 2010), lo que representa un incremento del 16% frente a los 2142 habitantes (Indec, 2001) del censo anterior, siendo la segunda localidad del partido en cantidad de habitantes.
| Gráfica de evolución demográfica de Jeppener entre 1960 y 2010 |
|                                                                |
| Fuentes: INDEC                                                 |

## Personalidades
- Viviana Saccone, actriz.
- Daniela Gian, periodista.

## Medios de Comunicación
En el 2015 se crea una página de Facebook llamada InfoJeppener, con la idea de crear un contenido informativo para transmitir a la población todo lo que sucediera en esta. Al pasar los años la página siguió creciendo y empezó a compartir noticias de las localidades cercanas. Hoy en día la página tiene más de 1.800 seguidores.

## Fábrica
En Jeppener, el Groupe PSA poseía una fábrica de motores que abastece a la de El Palomar y al Mercosur, la cual fue vendida a una autopartista en 2015. Anteriormente esta fábrica pertenecía a Citroën y fue utilizada para la producción de los icónicos modelos Citroën 2CV y 3CV, para el mercado automotor argentino.

## Eventos Anuales
- Aniversario del pueblo
- Carnavales
- Festival de La Tranquera (folclore)
- Festival de Rock
- Santoral local, San José Obrero

## Transporte
Los medios de transporte públicos son:
- El tren, en la Estación Jeppener:

| Servicios desde/a        | Empresa Operadora             | Frecuencia                     |
| ------------------------ | ----------------------------- | ------------------------------ |
| Alejandro Korn/Chascomús | Trenes Argentinos Operaciones | 3 diarios (5 sáb. dom. y fer.) |

- Los micros:

| Línea | Empresa propietaria   | Cabeceras                                    |
| ----- | --------------------- | -------------------------------------------- |
| 340   | Unión Platense S.R.L. | La Plata, Brandsen , Ranchos, Gral. Belgrano |
| 500   | Empresa Santa Rita    | Brandsen , Jeppener , Altamirano, Gómez      |

## Parroquias de la Iglesia católica en Jeppener
| Diócesis   | Chascomús       |
| ---------- | --------------- |
| Capellanía | San José Obrero |